# Hokksund
Hokksund is een plaats in de Noorse gemeente Øvre Eiker in fylke Buskerud. Hokksund telt ruim 9.000 inwoners en is het bestuurscentrum van de gemeente. Het dorp maakt deel uit van de agglomeratie Drammen.
Hokksund heeft zich aan beide zijden van de rivier Drammenselva ontwikkeld. Het ligt in een rijk agrarisch district. Bosbouw is van oudsher de belangrijkste industrie, maar engineering, met name de elektrische en de cementindustrie, zijn in de afgelopen eeuw belangrijk geworden.
Het dorp heeft een station aan de spoorlijn Oslo-Kristiansand.